# Липкин, Михаил Аркадьевич
Михаи́л Арка́дьевич Ли́пкин (род. 12 ноября 1976 года) — российский историк, доктор исторических наук (2012), профессор РАН (2016), член-корреспондент РАН по Отделению историко-филологических наук с 15 ноября 2019 года.

## Биография
Окончил исторический факультет МГУ со специализацией по истории международных отношений (1998) и аспирантуру Института всеобщей истории РАН (2001). В 2002 году защитил кандидатскую диссертацию «Британский подход к западноевропейской интеграции: 1959—1974 гг.», в 2012 году — докторскую диссертацию «Советский Союз и интеграционные процессы в Европе: середина 1940-х — середина 1960-х годов».
Ведущий научный сотрудник, директор ИВИ РАН. Заведующий кафедрой всемирной и отечественной истории МГИМО. Член редколлегии научных журналов «Новая и новейшая история», «Вестник МГИМО», «Дипломатический вестник», «Вестник БФУ им. И. Канта. Сер. гуманитарные и общественные науки». Ответственный секретарь книжной серии «Всемирная история» (тт. 1-6), заместитель главного редактора электронного научно-образовательного журнала «История».

## Основные работы
- Британия в поисках Европы. Долгий путь в ЕЭС (1957—1974 гг.). СПб.: Алетейя, 2009. — 240 с. ISBN 978-5-91419-164-8
- Советский Союз и европейская интеграция: середина 1940-х — середина 1960-х годов. М.: ИВИ РАН, 2011. — 304 с.
- Советский Союз и интеграционные процессы в Европе: середина 1940-х — конец 1960-х годов. М: Русский фонд содействия образованию и науке. 2016. — 560 c.